# Titicaca
Titicaca (hiszp. Lago Titicaca) – jezioro położone na terenie Peru i Boliwii, w północnej części zagłębienia Altiplano, pomiędzy wschodnimi i zachodnimi pasmami Andów (obszar Andów Środkowych). Największe jezioro wysokogórskie na Ziemi. Najwyżej położone jezioro, na którym uprawiana jest żegluga statkami handlowymi. Największe zarówno pod względem powierzchni, jak i pod względem objętości wody jezioro w Ameryce Południowej. Laguna Maracaibo ma większą powierzchnię i bywa nazywana jeziorem (hiszp. Lago de Maracaibo), jednak w istocie jest zatoką morską, a nie jeziorem.

## Geografia
Jezioro Titicaca znajduje się na wysokości 3812 m n.p.m., przeciętna głębokość 107 m, maksymalna 281, długości 190 km, największa szerokość 80 km, powierzchnia jeziora 8372 km². Jezioro składa się z dwóch części (Lago Huinaymarca i Lago Chucuito) połączonych cieśniną Tiquina. Poziom wody jeziora zmienia się okresowo nawet o pięć metrów.
Jest to jezioro tektoniczne powstałe najprawdopodobniej w miocenie. Ślady dawnej linii brzegowej wskazują, że w przeszłości było większe. Jest pozostałością śródlądowego morza nazwanego Lago Ballivian, które niegdyś pokrywało całe Altiplano. Procesy geologiczne i intensywne parowanie doprowadziły do opadnięcia poziomu wód. 
Do jeziora wpływa co najmniej 25 rzek (Suches, Ilave, Coata, Ramis, powierzchnia zlewiska wynosi 22 400 km²), a wypływa z niego jedna (Desaguadero, łączy ona Titicaca z bezodpływowym jeziorem Poopó). Niewielki przepływ wód w tych rzekach sprawia, iż jezioro jest w zasadzie bezodpływowe.
Na Titicaca znajduje się kilka naturalnych wysp (Amantani, Taquile, Suriqui, Wyspa Słońca (Isla del Sol) oraz ponad 40 niewielkich sztucznych wysepek pływających (zwanych Uros), z których część jest zamieszkana przez Indian Uru i chętnie odwiedzana przez turystów.

## Informacje turystyczne
Najchętniej odwiedzana przez turystów jest słynąca z zabytków z czasów inkaskich Wyspa Słońca – według legend Inków tutaj narodził się biały bóg Wirakocza oraz pierwsi Inkowie: Manco Capac oraz jego siostra, a zarazem żona Mama Ocllo, a także samo Słońce czyli Inti. Wyspa ta jest wciąż miejscem świętym dla zamieszkujących Boliwię oraz Peru Indian Ajmara i Keczua. Wyspa Słońca ma 10 km długości i 5 km szerokości. Zamieszkana jest przez 2 tys. Indian. Na terenie całej wyspy zachowały się pozostałości z okresu inkaskiego, z których najsłynniejsze to Pilko Kaina oraz kompleks Chincana, w skład którego wchodzi święta skała związana z inkaską legendą stworzenia. W Challapampa znajduje się muzeum przedmiotów znalezionych tu przez archeologów, z których część wykonano ze szczerego złota. Nieco mniejsza od Wyspy Słońca jest Wyspa Księżyca, gdzie znajduje się klasztor kapłanek słońca.
Mieszkańcy miast znajdujących się nad jeziorem Titicaca (największe z nich to Puno w Peru i Guaquí w Boliwii) utrzymują się przede wszystkim z rybołówstwa i turystyki. Na południowo-wschodnim brzegu jeziora (na terenie Boliwii) znajdują się pozostałości prekolumbijskich budowli, m.in. w Tiahuanaco, gdzie mieścił się główny ośrodek kultury o tej samej nazwie. Miejscowość Copacabana słynie z pielgrzymek do niewielkiej drewnianej figury Matki Boskiej Opiekunki Jeziora, która pojawiła się w tamtejszym kościele w XVI w., a której wykonanie przypisuje się potomkowi Inki. Posążek na czas mszy ustawiany jest przodem do wiernych, w pozostałym czasie zwraca się go w kierunku Jeziora, tak aby Matka Boska miała baczenie na wszystko co się na jeziorze dzieje.

## Problemy ekologiczne
Wody jeziora są poważnie zagrożone poprzez ścieki komunalne z peruwiańskich miast Puno i Juliaca oraz z boliwijskiej Copacabany. Miasta te nie mają oczyszczalni ścieków. Zwłaszcza zanieczyszczona jest zatoka miasta Puno, pokryta grubą warstwą zielonej rzęsy. Dodatkowym zagrożeniem jest spływanie do jeziora wód z pól wraz z nawozami sztucznymi. Poprzez wprowadzenie pstrąga kanadyjskiego zaburzono równowagę ekosystemu. Doprowadziło do zubożenia mikrofauny i flory i wyginięcia prawie połowy gatunków i tak nielicznych ryb. Sytuację pogarsza fakt podzielenia jeziora pomiędzy Peru i Boliwię oraz nie najlepsze stosunki polityczne pomiędzy tymi państwami, co utrudnia skoordynowane akcje ochrony wód jeziora. Celem ochrony zasobów jeziora założono w 1978 roku, na terenie Peru, Rezerwat Narodowy Titicaca.

## Nazwa
Nazwa jeziora pochodzi z indiańskiego języka keczua. W wolnym tłumaczeniu oznacza pumę polującą na królika. Powstała ze skojarzenia jakie rodzi kształt akwenu. Lokalne ludy stosują różne nazewnictwo, np. Boliwijczycy nazywają jego mniejszą część Lago Huiñaymarca, a większą Lago Chucuito, podczas gdy Peruwiańczycy zwą je odpowiednio Lago Pequeño i Lago Grande.

## Galeria

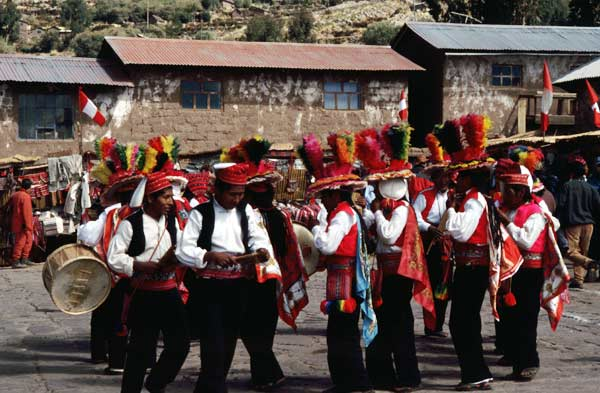
Święto na Wyspie Taquile
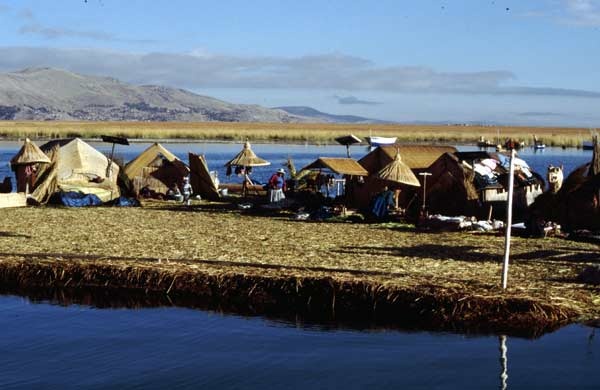
Jedna z pływających Wysp Uros
Tubylec w łodzi na jeziorze Titicaca
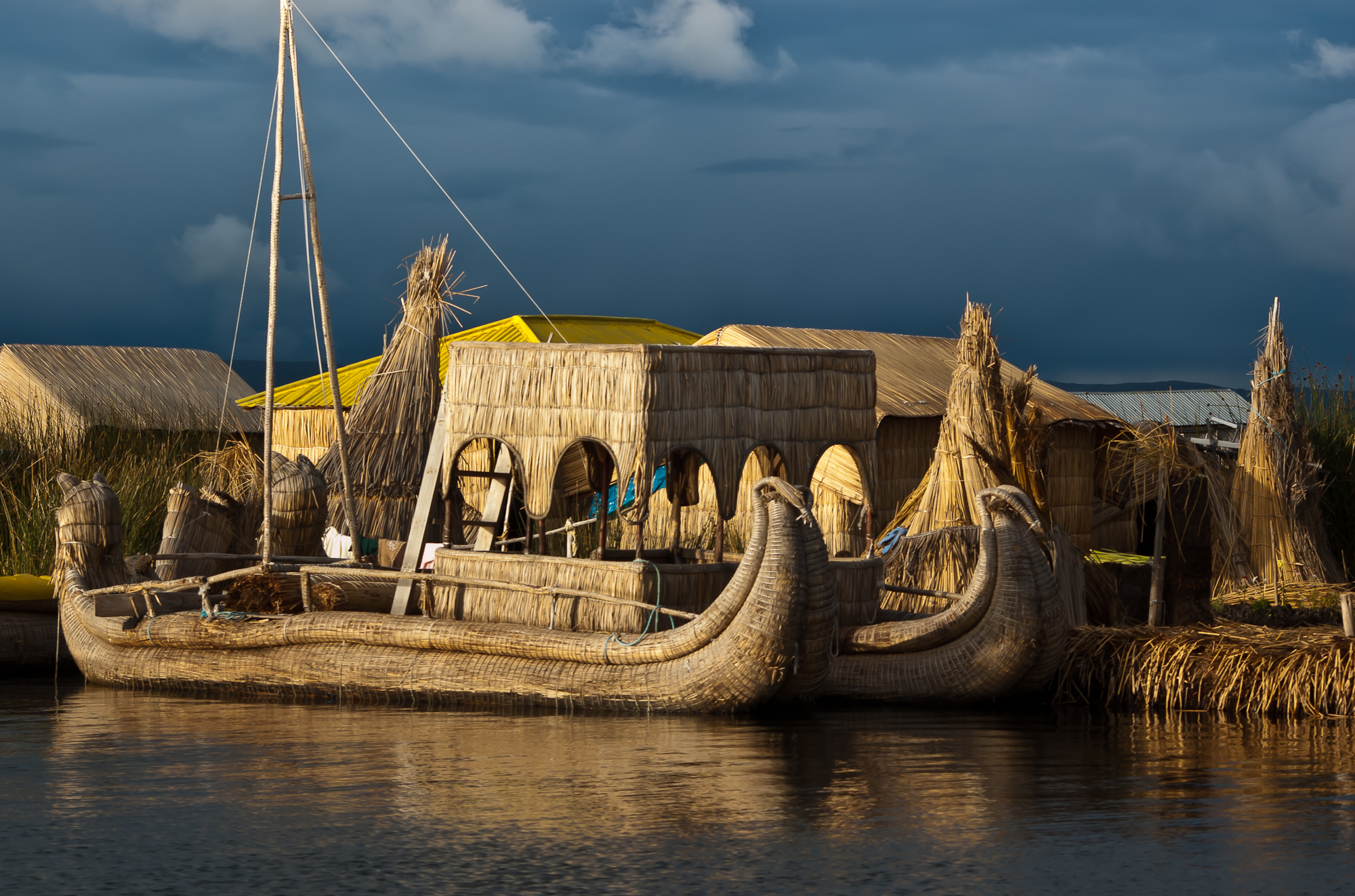
Peru - Puno - Titicaca Lake - Aimara (Aymara) Village on the water
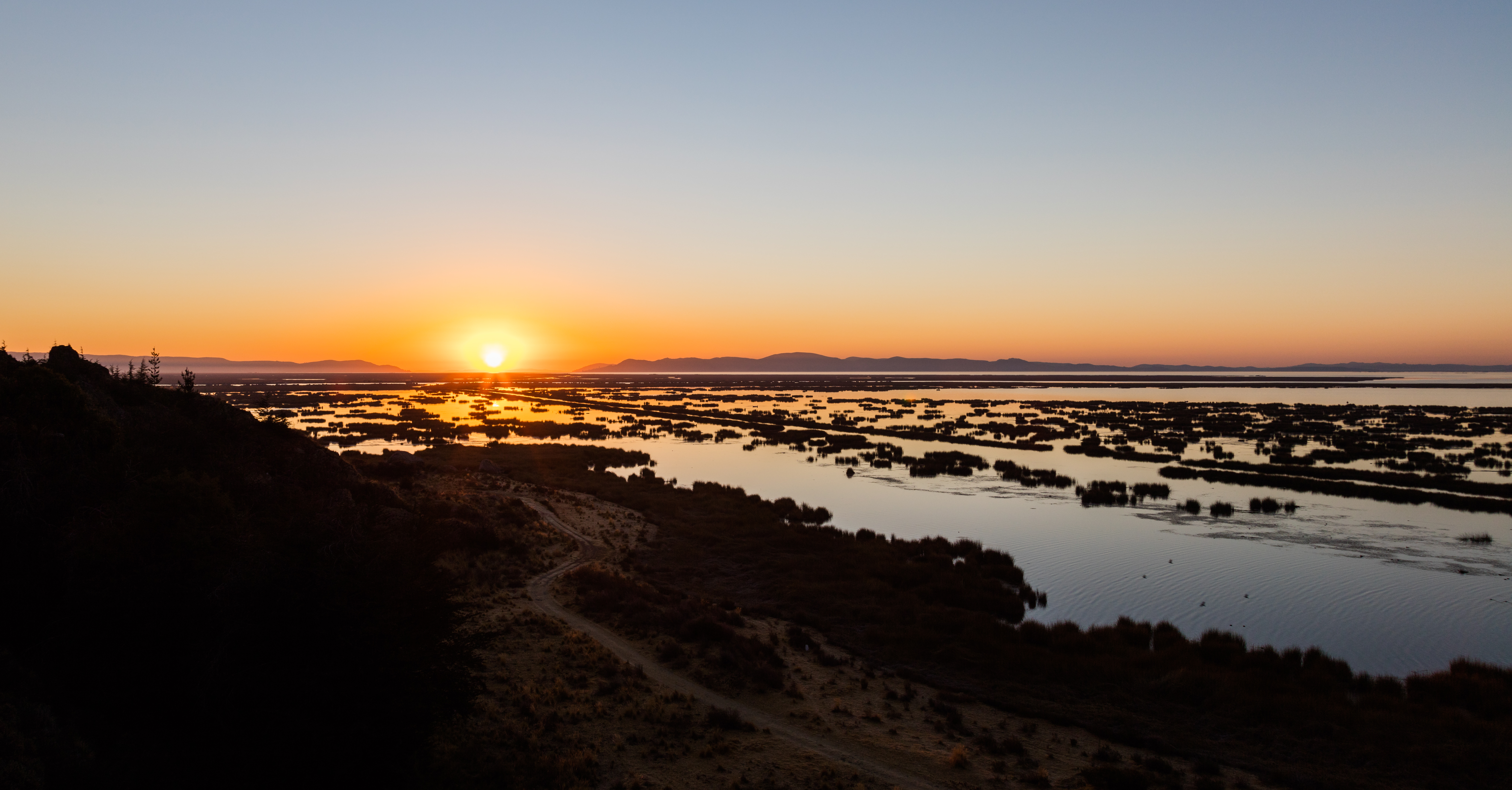
Jezioro Titicaca podczas wschodu słońca
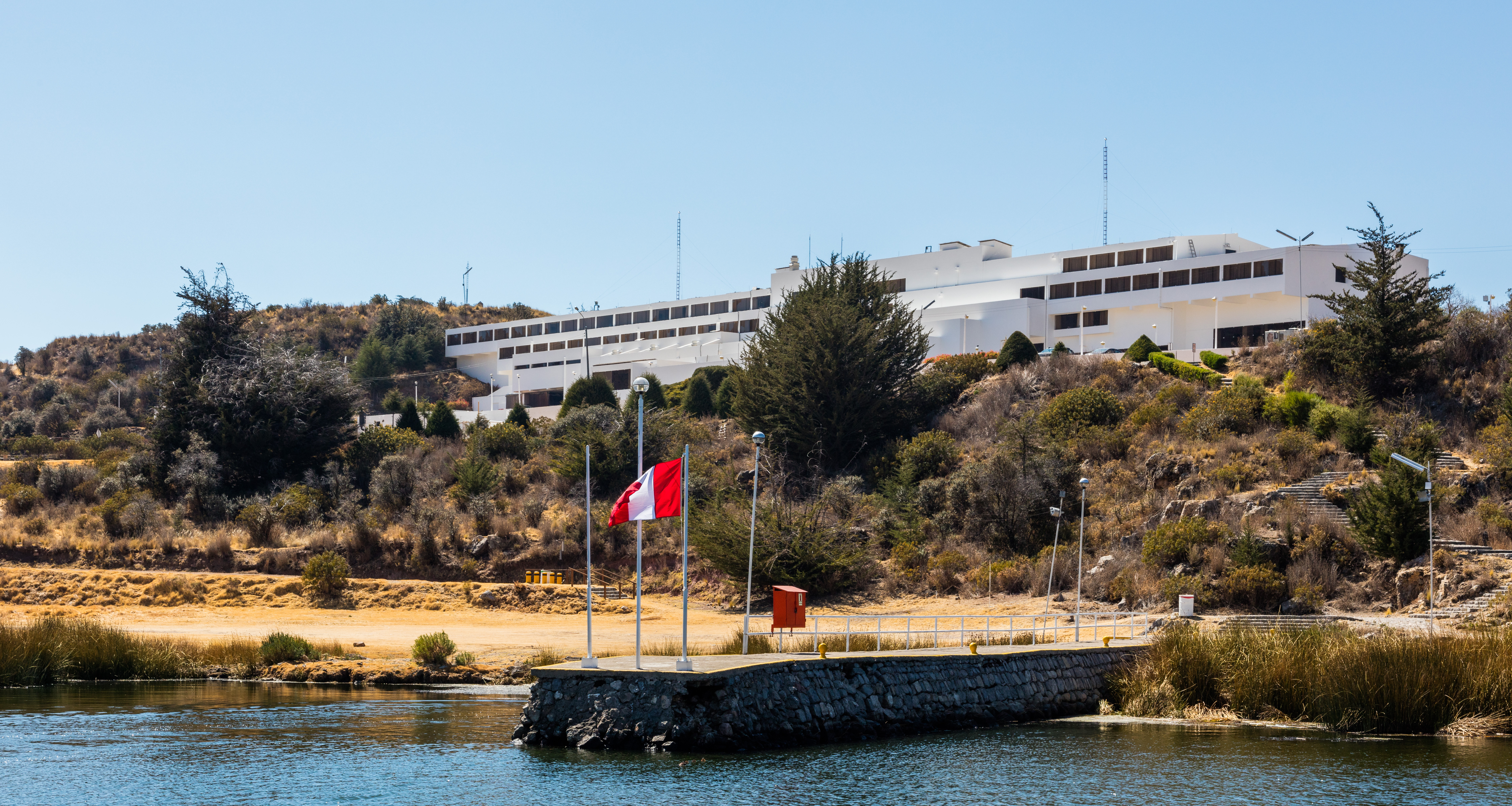
Hotel na wyspie na jeziorze Titicaca